# Safari

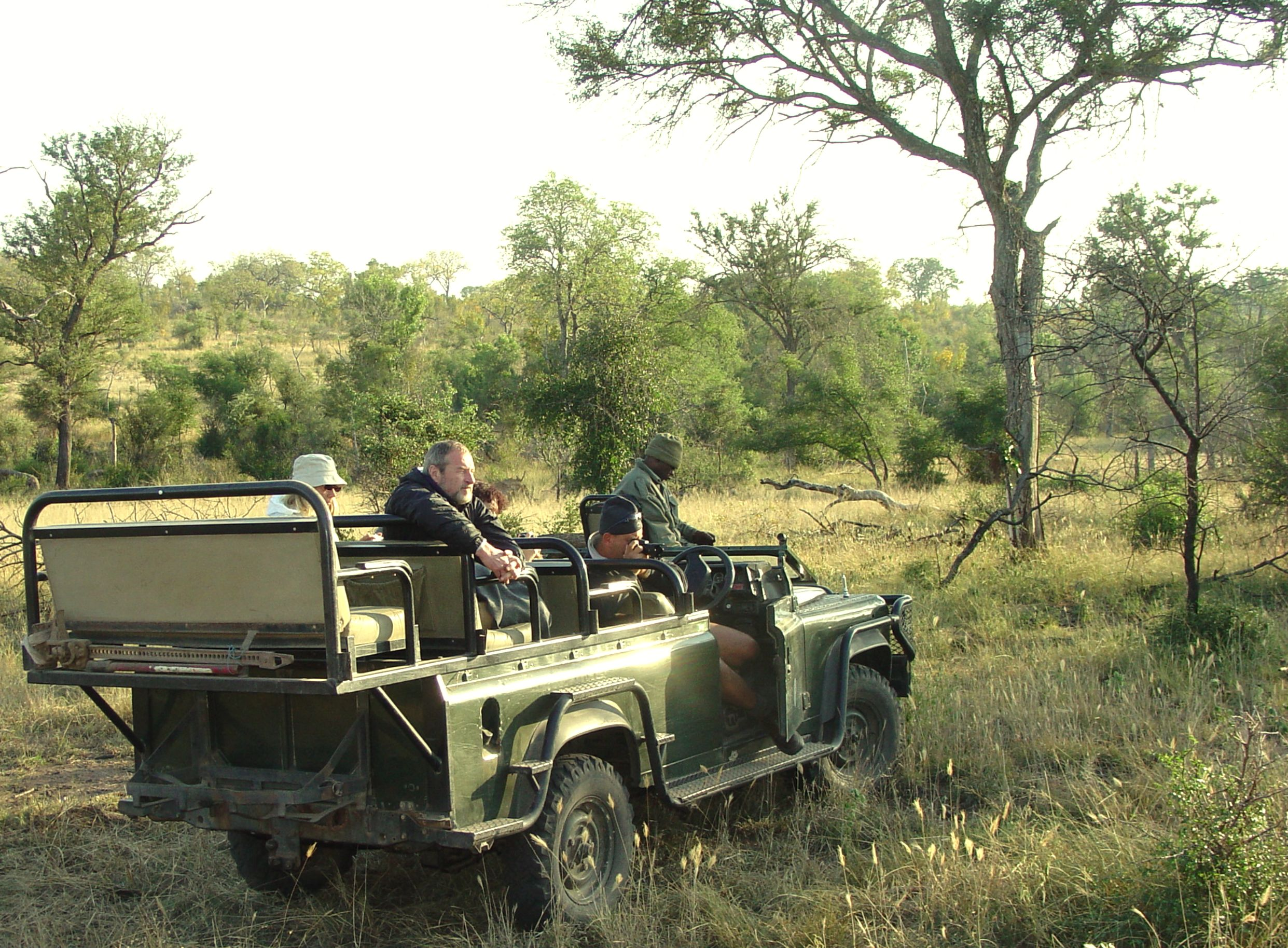
Fotosafari in der Sabi Sands Game Reserve, Südafrika

Als Safari (IPA: [zaˈfaːʁi], anhörenⓘ; zu Swahili safari ‚Reise‘, arabisch سفر, DMG safar ‚Reise‘) werden Reisen bezeichnet, deren Zweck die Jagd (Jagdsafari) oder – vor allem in neuerer Zeit – Beobachtung (Fotosafari) von Wildtieren ist, insbesondere wenn das Ziel der Reise in Afrika liegt. Bei beiden Formen der Safari spielen Afrikas sogenannte „Big Five“ – Büffel, Elefant, Löwe, Leopard und Nashorn – eine große Rolle.

## Etymologie und Bedeutungswandel

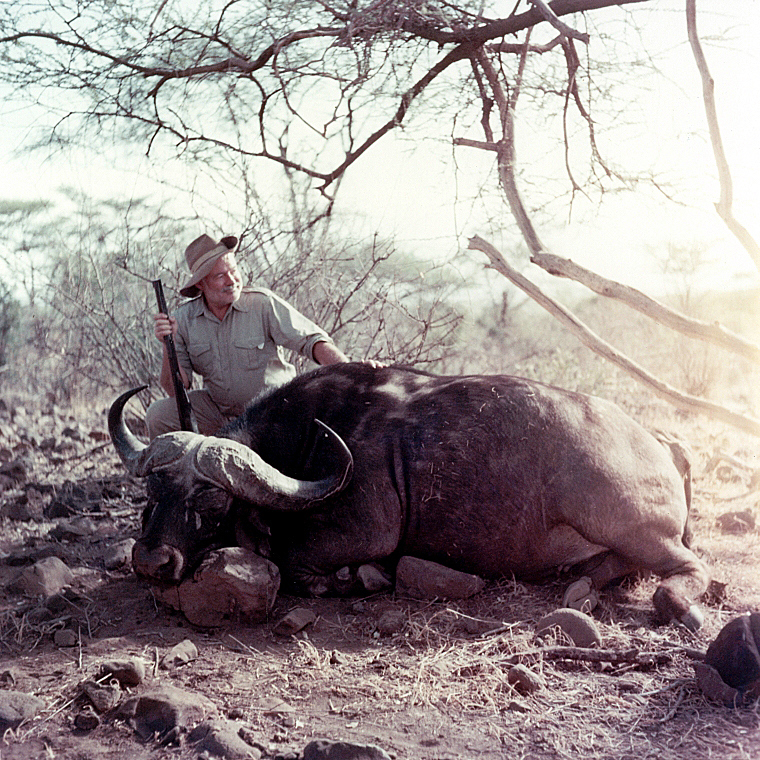
Ernest Hemingway mit erlegtem Kaffernbüffel während einer Jagdsafari in Afrika Anfang der 1950er Jahre

Das Wort Safari stammt aus der Swahili-Sprache Ostafrikas und steht dort für eine Reise jeglicher Art (z. B. ein einfacher, längerer Spaziergang). Das Wort fand später Eingang ins Englische und Deutsche, die Sprachen einstmaliger Kolonialherren der Region, und wurde dort vor allem als Bezeichnung für eine Jagdreise zur Großwildjagd verwendet. Während die Bezeichnung anfangs auf Ostafrika bezogen war, wurde sie später auch auf andere Teile Afrikas und der Welt ausgedehnt, etwa wildreiche Gebiete im südlichen Afrika oder in Indien.

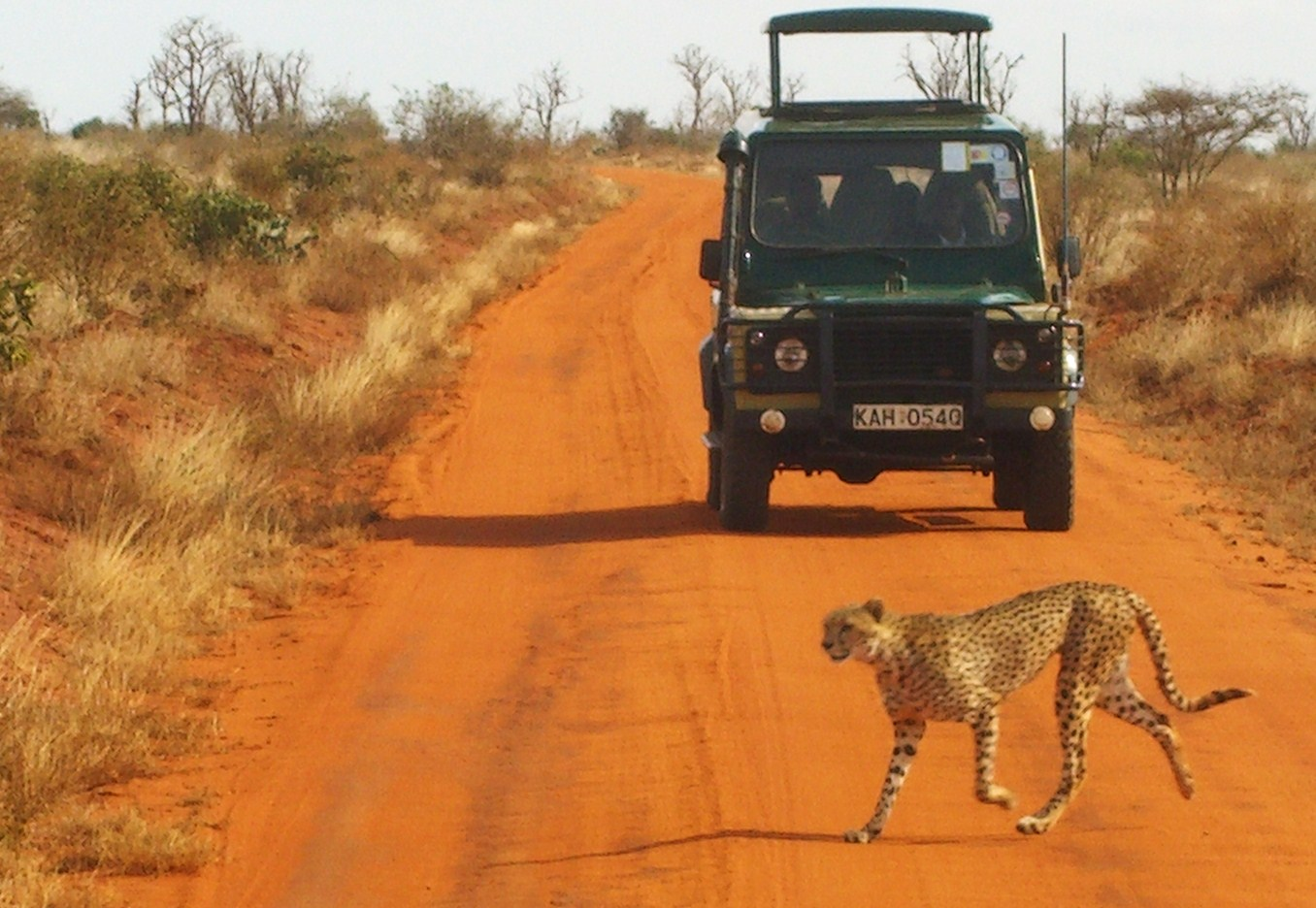
Begegnung mit einem Geparden bei einer Fotosafari im Tsavo-East-Nationalpark, Kenia

In den letzten Jahrzehnten hat sich der Begriff gewandelt und bezieht sich heute oft auf den Fototourismus in Schutzgebieten, in denen man Großwild in freier Wildbahn sehen und fotografieren kann. Dazu hat sich geradezu eine Safari-Industrie entwickelt, mit Lodges und professionellen Führern.
Das Wort Safari wird auch im Zusammenhang mit Tauchkreuzfahrten gebraucht, wo sich der Begriff Tauchsafari für meist mehrtägige Fahrten zu unterschiedlichen Tauchplätzen etabliert hat.

## Rezeption
Das Thema Safari regte viele Schriftsteller und Regisseure zu Werken an, so Ernest Hemingway, der die literarischen Werke Die grünen Hügel Afrikas und Die Wahrheit im Morgenlicht zum Thema schuf.